# Garth Underwood
Pour les articles homonymes, voir Underwood.
Garth Underwood (16 juillet 1919 - 15 octobre 2002), de son nom complet Garth Leon Underwood, est un herpétologiste britannique. 

## Biographie
Il a été le premier à prendre en compte l'évolution et la biogéographie dans sa classification des Gekkota, On the classification and evolution of geckos, publié en 1954.
Plusieurs espèces de reptiles sont nommées en son honneur : Gymnophthalmus underwoodi Grant, 1958, Homonota underwoodi Kluge, 1964, le genre Underwoodisaurus Wermuth, 1965, Sphaerodactylus underwoodi Schwartz, 1968,, Dipsadoboa underwoodi Rasmussen, 1993, et Dendrelaphis underwoodi Van Rooijen & Vogel, 2008,.

## Espèces décrites
- Anolis reconditus Underwood & Williams, 1959
- Celestus microblepharis (Underwood, 1959)
- Clelia errabunda Underwood, 1993
- Diploglossus montisserrati Underwood, 1964
- Tropidonophis aenigmaticus Malnate & Underwood, 1988
- Tropidonophis mcdowelli Malnate & Underwood, 1988
- Tropidonophis parkeri Malnate & Underwood, 1988
- Tropidonophis statisticus Malnate & Underwood, 1988